# Бобунец, Сергей Станиславович
Серге́й Станисла́вович Бобуне́ц (псевдоним Буба; род. 1 сентября 1973, Нижний Тагил) — советский и российский рок-музыкант, певец, гитарист, поэт, продюсер. С 1989 по 2017 гг. — лидер рок-группы «Смысловые галлюцинации». С 2017 года занимается сольной карьерой.

## Биография

### Ранние годы
Сергей Бобунец родился 1 сентября 1973 года в Нижнем Тагиле в семье военного — Станислава Бобунца (11.10.1950). Спустя два года семья переехала в Свердловск, где Сергей Бобунец жил до 2018 года, после чего переехал в Сочи. Музыкой занимался с 11 лет, окончил музыкальную школу по классу бас-гитары. В юности увлекался парусным спортом, фехтованием и журналистикой. Был участником отряда Владислава Крапивина «Каравелла».
В конце 80-х работал в Свердловском рок-клубе в качестве басиста концертного состава группы Макса Ильина. Также был одним из участников музыкально-художественного общества «Картинник». Работал на радио, журналистом городской газеты.

### Смысловые Галлюцинации
В 1989 году совместно с К. Уваровым, С. Барановым и В. Бурдиным основал группу «Смысловые галлюцинации», которая уже через год была принята в Свердловский рок-клуб и музыкальное объединение «Бит-бардак». За время существования коллективом было записано десять номерных альбомов. «Смысловые галлюцинации» — обладатель двух премий «Золотой граммофон» за песни «Зачем топтать мою любовь» и «Разум когда-нибудь победит». Кроме того, команда была номинирована на национальную музыкальную премию «Овация» как лучшая рок-группа 2004 года. Группа активно сотрудничала с кинематографом, музыка «Смысловых галлюцинаций» звучит в фильмах «Брат 2», «На игре», «Запрещённая реальность» и других. В 2015 году стал обладателем двух премий «Чартова дюжина» (за песню «Погружаюсь» и как победитель номинации «Солист»).
Среди продюсерских работ Сергея Бобунца — музыкальный проект «Коля ROTOFF», многие песни группы «Чичерина». В разные годы активно помогал молодым талантливым уральским группам.
В 2010 году Сергей Бобунец был приглашён к сотрудничеству с Общественной палатой Свердловской области по списку губернатора А. С. Мишарина.
В сентябре 2011 года Сергей Бобунец стал обладателем премии «ТОП-50. Самые знаменитые люди Екатеринбурга» в номинации «Музыка».
В декабре 2015 года Сергей Бобунец объявил о прекращении деятельности группы «Смысловые галлюцинации» и организовал серию прощальных концертов. Последний концерт состоялся 13 января 2017 года в Екатеринбурге в рамках фестиваля «Старый Новый Рок».

### После «Смысловых Галлюцинаций»
С 2017 года Сергей Бобунец выступает и записывает альбомы под собственным именем. В состав новой команды музыканта вошли барабанщик и аранжировщик Евгений Никулин, бас-гитарист Дмитрий Фоменко, гитарист группы «Пелагея» Павел Дешура.
В ноябре 2017 года Сергей Бобунец представил мини-альбом «Пока танцуют ангелы», принятый публикой тепло. В дебютной работе критики отметили уход от рок-стилистики «Смысловых Галлюцинаций» в более лёгкое электронное звучание с частичным сохранением старой эстетики группы.
1 марта 2018 года вышел первый полноценный сольный альбом Сергея Бобунца, получивший название «Нормально всё». Начав сольную карьеру, музыкант продолжил активную концертную деятельность, объединив в программе новые треки и хиты группы «Смысловые Галлюцинации». 6 ноября 2020 года состоялся релиз второго сольного альбома « Одиночество навсегда».
Увлекается автомобильными путешествиями, мотоспортом, космонавтикой.
Весной 2022 года поддержал вторжение России на Украину, выступлением на музыкальном марафоне «Zа Россию» в поддержку вторжения.

## Санкции
7 января 2023 года внесён в санкционные списки Украины за «роль в российской пропаганде». 3 февраля 2023 года внесён в санкционный список Канады как причастный к «распространению российской дезинформации и пропаганды». По аналогичным основаниям запрещен въезд в Латвию и Эстонию.

## Фотогалерея

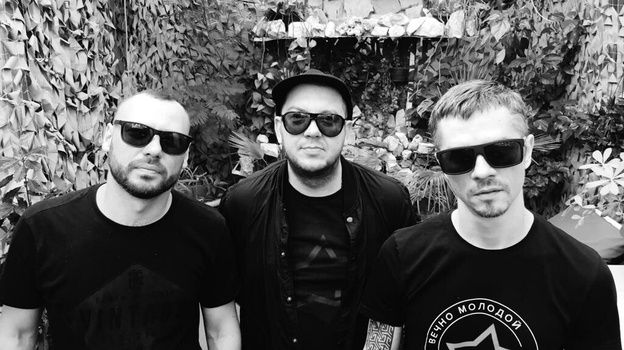
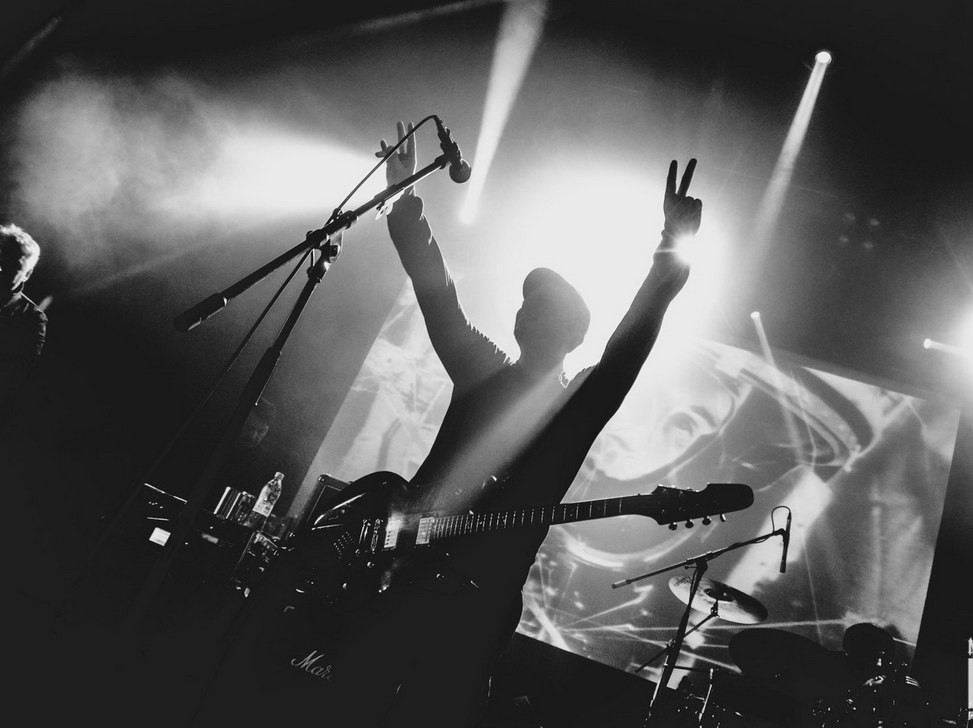
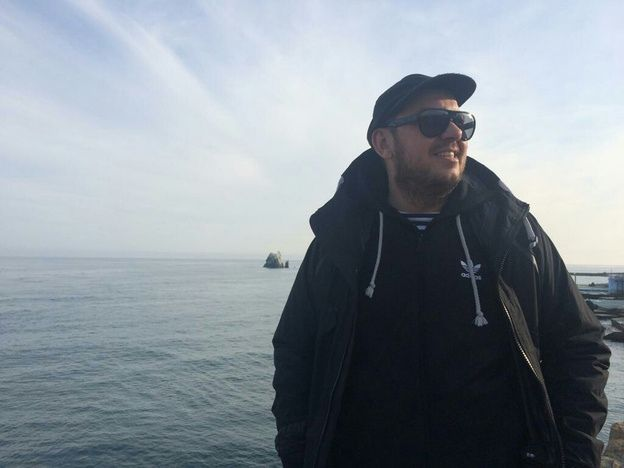
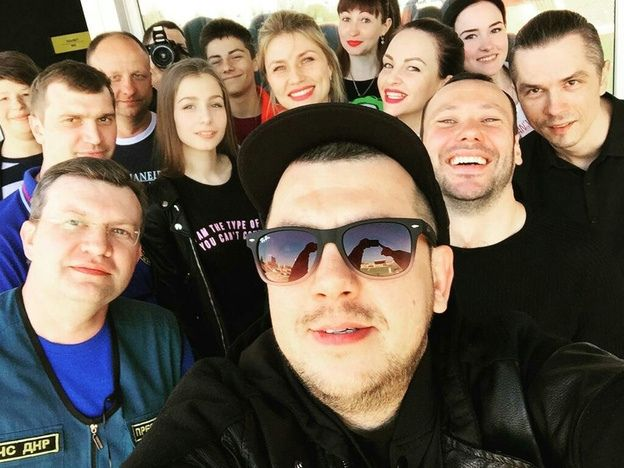

## Дискография
- Дискография с группой Смысловые галлюцинации: см. Смысловые галлюцинации

### Сольные альбомы
1. 2016 — «Трудных времён песни 2» (в составе альбома группы «Смысловые галлюцинации» «Трудных времён песни»)
2. 2017 — «Пока танцуют ангелы» (EP)
3. 2018 — «Нормально всё»
4. 2020 — «Одиночество навсегда»
5. 2021 — «Песни Под Гитару, часть 1»

### Синглы
1. 2021 — «Спасаю Мир»

## Фильмография
- 2002 — Простые истины — камео (332-я серия)

## Семья
- Жена Дилара (30.06.1973), есть сын Никита (1998)[6].